# Thaddeus Cahill
Thaddeus Cahill (1867 – 1934) va ser un inventor. Va inventar el pimer instrument musical electromecànic anomenat telharmonium.
Estudià la física de la música a l'Oberlin Conservatory a Oberlin, Ohio. Es graduà a la Columbian (actualment George Washington University) Law School el 1889. Mostrà el primer teleharmonium a Lord Kelvin el 1902. El mateix any fundà un laboratori a Holyoke, on també hi treballà el seu germà, Arthur T. Cahill.

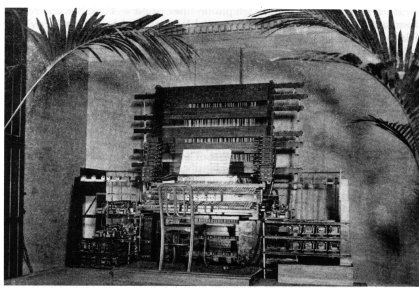
Cònsola del Telharmonium, 1897.

Cahill estengué l'àmbit del seu invent via telefònica. Tanmateix, només es van construir tres telharmoniums.